# 1970 год в телевидении
Список 1970 год в телевидении описывает события в мире телевидения, произошедшие в 1970 году.

## События
- Апрель — Вместо Николая Месяцева «Комитет по телевидению и радиовещанию» возглавил Сергей Лапин.

### Без точных дат
- На ТВ прошла премьера пятисерийного художественного телефильма Адъютант его превосходительства.

## Родились
- 2 января — Инна Чуркина-Гомес, ТВ-ведущая (Позвоните Кузе, участница телепроекта Последний герой).
- 17 января — Владислав Пристинский, ТВ-знаток (Своя игра, 2-х кратный чемпион турниров Своей игры) и педагог[1].
- 12 февраля — Андрей Жданов, ТВ-знаток (Своя игра), четырёхкратный чемпион турниров по «Своей игре», вице-чемпион «1-го открытого командного турнира», специалист по связям с общественностью и редактор[2] (ум. 2017).
- 3 марта — Валерий Овчинников, ТВ-знаток (Своя игра), чемпион 3-го цикла игр «Золотой дюжины-2» (2006), чемпион «2-го открытого командного турнира», начальник кафедры академии имени Жуковского и сотрудник МЧС[3].
- 7 апреля — Марианна Максимовская, ТВ-ведущая (Сегодня, Неделя с Марианной Максимовской), ТВ-журналистка, заместитель главного редактора телеканала РЕН-ТВ, член академии российского ТВ (с 2007 года), 8-ми кратная обладательница премии Тэфи.
- 7 мая — Дмитрий Коноваленко, ТВ-знаток (Что? Где? Когда?, Своя игра), обладатель приза Хрустальная сова, социолог, политконсультант, аналитик и публицист (ум. в 2007 — остановка сердца).
- 12 мая — Алексей Эйбоженко, ТВ-ведущий, (Времечко, Сегоднячко), тележурналист,
- 22 июня — Отар Кушанашвили, ТВ-ведущий, тележурналист, музыкальный репортёр, колумнист (Диск-канал, Большой куш, На бульваре, Время - деньги, Отар против, Умный нашёлся!).
- 25 июня — Максим Анфинагенов, ТВ-знаток (Своя игра) и тележурналист[4].
- 3 августа - Дмитрий Вайнман, ТВ-знаток (Своя игра), программист и аналитик[5].